# کلیف کالورت
کلیف کالورت (انگلیسی: Cliff Calvert؛ زادهٔ ۲۱ آوریل ۱۹۵۴) بازیکن فوتبال اهل بریتانیا است.
از باشگاه‌هایی که در آن بازی کرده‌است می‌توان به باشگاه فوتبال یورک سیتی و باشگاه فوتبال شفیلد یونایتد اشاره کرد.
وی همچنین در تیم ملی فوتبال زیر ۱۸ سال انگلستان بازی کرده‌است.